# Premiership Rugby 2015-2016
Premiership Rugby 2015-16 fu il 29º campionato nazionale inglese di rugby a 15 di prima divisione.
Si tenne dal 16 ottobre 2015 al 28 maggio 2016 tra 12 squadre, che si incontrarono nella stagione regolare a girone unico che designò le quattro contendenti ai play-off per il titolo finale.
Il torneo fu noto anche come Aviva Premiership a seguito di accordo di naming stipulato a luglio 2010 con la compagnia britannica d'assicurazioni Aviva e successivamente rinnovato nel 2013.
Leicester fu estromesso dalla corsa alla finale per la terza stagione consecutiva, battuto 17-44 dai Saracens, mentre nell'altro ramo dei play-off Exeter, al suo sesto anno in Premiership, eliminò i sei volte campioni Wasps guadagnando il diritto di disputare la sua prima gara di sempre per il titolo.
Meno agevole del pronosticabile fu la riconferma del titolo da parte dei Sarries, nonostante il primo tempo della finale di Twickenham chiuso sul 23-6: due mete di Yeandle e Nowell riportarono gli Chiefs sotto di tre punti a sette minuti dalla fine e solo una meta di Alex Goode poco dopo, per il 28-20 finale, diede la certezza del titolo ai Saracens, il secondo consecutivo e terzo assoluto del club londinese.
Dopo il London Welsh l'anno prima, fu un'altra squadra di exiles, il London Irish, a retrocedere in Championship dopo vent'anni consecutivi in prima divisione e una finale nel 2009; per la squadra degli irlandesi di Londra fu la prima retrocessione dell'epoca professionistica.
Per la prima volta un incontro di Premiership si tenne negli Stati Uniti: il 12 marzo 2016, alla Red Bull Arena di Harrison (New Jersey), si tenne il derby londinese tra London Irish e Saracens vinto 26-16 dai Sarries.
Il valore delle marcature, come stabilito dall’IRFB nel 1992, era: 5 punti per ciascuna meta (7 se trasformata), 3 punti per la realizzazione di ciascun calcio piazzato, idem per il drop.

## Squadre partecipanti
- Bath
- Exeter
- Gloucester
- Harlequins (Londra)
- Leicester
- London Irish (Londra)
- Newcastle (Newcastle upon Tyne)
- Northampton
- Sale Sharks (Sale)
- Saracens (Londra)
- Wasps (Coventry)
- Worcester

## Stagione regolare

### Risultati
|            | 1ª giornata                |       |
| ---------- | -------------------------- | ----- |
| 16-10-2015 | Harlequins – Wasps         | 26-21 |
| 16-10-2015 | Worcester – Northampton    | 13-12 |
| 16-10-2015 | Newcastle – Gloucester     | 27-39 |
| 17-10-2015 | Bath – Exeter              | 19-17 |
| 17-10-2015 | Saracens – Sale Sharks     | 41-3  |
| 18-10-2015 | London Irish – Leicester   | 16-28 |
|            |                            |       |
|            | 4ª giornata                |       |
| 6-11-2015  | Harlequins – Sale Sharks   | 16-14 |
| 7-11-2015  | London Irish – Bath        | 14-45 |
| 7-11-2015  | Worcester – Newcastle      | 28-20 |
| 7-11-2015  | Northampton – Saracens     | 6-12  |
| 7-11-2015  | Exeter – Leicester         | 19-6  |
| 8-11-2015  | Wasps – Gloucester         | 23-3  |
|            |                            |       |
|            | 7ª giornata                |       |
| 26-12-2015 | London Irish – Northampton | 25-23 |
| 26-12-2015 | Exeter – Sale Sharks       | 33-17 |
| 26-12-2015 | Leicester – Newcastle      | 22-10 |
| 27-12-2015 | Wasps – Saracens           | 16-26 |
| 27-12-2015 | Bath – Worcester           | 21-14 |
| 27-12-2015 | Harlequins – Gloucester    | 39-39 |
|            |                            |       |
|            | 10ª giornata               |       |
| 29-1-2016  | Northampton – Wasps        | 11-24 |
| 30-1-2016  | Sale Sharks – London Irish | 38-10 |
| 30-1-2016  | Gloucester – Leicester     | 18-19 |
| 30-1-2016  | Saracens – Bath            | 19-13 |
| 31-1-2016  | Newcastle – Harlequins     | 26-19 |
| 31-1-2016  | Worcester – Exeter         | 15-30 |
|            |                            |       |
|            | 13ª giornata               |       |
| 19-2-2016  | Harlequins – Leicester     | 25-19 |
| 20-2-2016  | Saracens – Gloucester      | 25-12 |
| 20-2-2016  | Worcester – Sale Sharks    | 31-23 |
| 20-2-2016  | Bath – Wasps               | 18-24 |
| 21-2-2016  | London Irish – Exeter      | 15-22 |
| 21-2-2016  | Newcastle – Northampton    | 26-25 |
|            |                            |       |
|            | 16ª giornata               |       |
| 11-3-2016  | Harlequins – Bath          | 35-28 |
| 12-3-2016  | Wasps – Leicester          | 36-24 |
| 12-3-2016  | Northampton – Sale Sharks  | 26-11 |
| 12-3-2016  | Worcester – Gloucester     | 28-20 |
| 12-3-2016  | Exeter – Newcastle         | 32-17 |
| 12-3-2016  | London Irish – Saracens    | 16-26 |
|            |                            |       |
|            | 19ª giornata               |       |
| 1-4-2016   | Bath – Saracens            | 10-30 |
| 2-4-2016   | Exeter – Worcester         | 50-12 |
| 2-4-2016   | Harlequins – Newcastle     | 46-25 |
| 2-4-2016   | London Irish – Sale Sharks | 15-30 |
| 2-4-2016   | Leicester – Gloucester     | 35-30 |
| 3-4-2016   | Wasps – Northampton        | 28-6  |
|            |                            |       |
|            | 22ª giornata               |       |
| 7-5-2016   | Bath – Leicester           | 38-27 |
| 7-5-2016   | Gloucester – Northampton   | 20-28 |
| 7-5-2016   | Harlequins – Exeter        | 24-62 |
| 7-5-2016   | Newcastle – Sale Sharks    | 15-21 |
| 7-5-2016   | Wasps – London Irish       | 38-12 |
| 7-5-20x6   | Worcester – Saracens       | 19-43 |

|            | 2ª giornata               |       |
| ---------- | ------------------------- | ----- |
| 23-10-2015 | Gloucester – Saracens     | 15-17 |
| 23-10-2015 | Sale Sharks – Worcester   | 27-13 |
| 24-10-2015 | Northampton – Newcastle   | 42-16 |
| 24-10-2015 | Wasps – Bath              | 16-9  |
| 24-10-2015 | Exeter – London Irish     | 38-11 |
| 25-10-2015 | Leicester – Harlequins    | 22-19 |
|            |                           |       |
|            | 5ª giornata               |       |
| 27-11-2015 | Northampton – Gloucester  | 15-3  |
| 28-11-2015 | Sale Sharks – Newcastle   | 15-15 |
| 28-11-2015 | Exeter – Harlequins       | 26-25 |
| 28-11-2015 | Saracens – Worcester      | 48-18 |
| 28-11-2015 | London Irish – Wasps      | 15-33 |
| 29-11-2015 | Leicester – Bath          | 21-11 |
|            |                           |       |
|            | 8ª giornata               |       |
| 1-1-2016   | Northampton – Exeter      | 8-3   |
| 2-1-2016   | Gloucester – London Irish | 27-14 |
| 2-1-2016   | Newcastle – Bath          | 19-14 |
| 2-1-2016   | Saracens – Leicester      | 26-6  |
| 2-1-2016   | Sale Sharks – Wasps       | 15-9  |
| 3-1-2016   | Worcester – Harlequins    | 20-24 |
|            |                           |       |
|            | 11ª giornata              |       |
| 5-2-2016   | Bath – Gloucester         | 11-15 |
| 6-2-2016   | Harlequins – Northampton  | 23-27 |
| 6-2-2016   | Wasps – Newcastle         | 9-8   |
| 6-2-2016   | Leicester – Sale Sharks   | 3-10  |
| 7-2-2016   | Exeter – Saracens         | 11-14 |
| 7-2-2016   | London Irish – Worcester  | 20-13 |
|            |                           |       |
|            | 14ª giornata              |       |
| 27-2-2016  | Sale Sharks – Saracens    | 36-36 |
| 27-2-2016  | Northampton – Worcester   | 38-18 |
| 27-2-2016  | Gloucester – Newcastle    | 32-6  |
| 28-2-2016  | Exeter – Bath             | 26-17 |
| 28-2-2016  | Leicester – London Irish  | 47-20 |
| 28-2-2016  | Wasps – Harlequins        | 42-10 |
|            |                           |       |
|            | 17ª giornata              |       |
| 18-3-2016  | Bath – Newcastle          | 21-19 |
| 19-3-2016  | Harlequins – Worcester    | 15-21 |
| 20-3-2016  | Exeter – Northampton      | 20-12 |
| 20-3-2016  | Wasps – Sale Sharks       | 39-12 |
| 20-3-2016  | London Irish – Gloucester | 23-18 |
| 20-3-2016  | Leicester – Saracens      | 21-13 |
|            |                           |       |
|            | 20ª giornata              |       |
| 15-4-2016  | Gloucester – Exeter       | 16-9  |
| 16-4-2016  | Worcester – Wasps         | 35-54 |
| 16-4-2016  | Saracens – Harlequins     | 22-12 |
| 16-4-2016  | Northampton – Leicester   | 24-30 |
| 17-4-2016  | Sale Sharks – Bath        | 29-17 |
| 17-4-2016  | Newcastle – Leondon Irish | 13-6  |

|            | 3ª giornata                |       |
| ---------- | -------------------------- | ----- |
| 31-10-2015 | Saracens – London Irish    | 24-14 |
| 31-10-2015 | Bath – Harlequins          | 28-38 |
| 31-10-2015 | Gloucester – Worcester     | 24-22 |
| 1-11-2015  | Newcastle – Exeter         | 3-41  |
| 1-11-2015  | Sale Sharks – Northampton  | 20-13 |
| 1-11-2015  | Leicester – Wasps          | 24-16 |
|            |                            |       |
|            | 6ª giornata                |       |
| 4-12-2015  | Gloucester – Sale Sharks   | 23-19 |
| 5-12-2015  | Harlequins – London Irish  | 38-7  |
| 5-12-2015  | Worcester – Leicester      | 20-29 |
| 5-12-2015  | Bath – Northampton         | 11-13 |
| 5-12-2015  | Wasps – Exeter             | 27-41 |
| 6-12-2015  | Newcastle – Saracens       | 3-38  |
|            |                            |       |
|            | 9ª giornata                |       |
| 23-4-2016  | Bath – Sale Sharks         | 32-26 |
| 9-1-2016   | Exeter – Gloucester        | 19-10 |
| 9-1-2016   | Harlequins – Saracens      | 29-23 |
| 9-1-2016   | Leicester – Northampton    | 30-27 |
| 10-1-2016  | London Irish – Newcastle   | 20-15 |
| 10-1-2016  | Wasps – Worcester          | 32-22 |
|            |                            |       |
|            | 12ª giornata               |       |
| 12-2-2016  | Newcastle – Leicester      | 26-14 |
| 13-2-2016  | Sale Sharks – Exeter       | 23-17 |
| 13-2-2016  | Gloucester – Harlequins    | 28-6  |
| 13-2-20x6  | Northampton – London Irish | 35-7  |
| 13-2-2016  | Worcester – Bath           | 14-16 |
| 14-2-2016  | Saracens – Wasps           | 23-64 |
|            |                            |       |
|            | 15ª giornata               |       |
| 4-3-2016   | Newcastle – Worcester      | 14-15 |
| 5-3-2016   | Sale Sharks – Harlequins   | 29-23 |
| 5-3-2016   | Gloucester – Wasps         | 13-10 |
| 5-3-2016   | Bath – London Irish        | 25-17 |
| 5-3-2016   | Saracens – Northampton     | 15-20 |
| 6-3-2016   | Leicester – Exeter         | 31-27 |
|            |                            |       |
|            | 18ª giornata               |       |
| 26-3-2016  | Saracens – Exeter          | 36-18 |
| 26-3-2016  | Gloucester – Bath          | 12-17 |
| 26-3-2016  | Worcester – London Irish   | 12-6  |
| 27-3-2016  | Sale Sharks – Leicester    | 27-20 |
| 27-3-2016  | Newcastle – Wasps          | 20-34 |
| 27-3-2016  | Northampton – Harlequins   | 29-23 |
|            |                            |       |
|            | 21ª giornata               |       |
| 29-4-2016  | Sale Sharks – Gloucester   | 11-12 |
| 30-4-2016  | Leicester – Worcester      | 31-17 |
| 30-4-2016  | Northampton – Bath         | 15-14 |
| 1-5-2016   | Exeter – Wasps             | 24-3  |
| 1-5-2016   | London Irish – Harlequins  | 25-32 |
| 1-5-2016   | Saracens – Newcastle       | 23-14 |

### Classifica
| Pos | Squadra      | G  | V  | N | P  | PF  | PS  | DP   | BMP | Pt |
| --- | ------------ | -- | -- | - | -- | --- | --- | ---- | --- | -- |
| 1   | Saracens     | 22 | 17 | 1 | 4  | 580 | 376 | +204 | 10  | 80 |
| 2   | Exeter       | 22 | 15 | 0 | 7  | 585 | 361 | +224 | 14  | 74 |
| 3   | Wasps        | 22 | 15 | 0 | 7  | 598 | 397 | +201 | 12  | 72 |
| 4   | Leicester    | 22 | 14 | 0 | 8  | 509 | 475 | +34  | 9   | 65 |
| 5   | Northampton  | 22 | 12 | 0 | 10 | 455 | 392 | +63  | 12  | 60 |
| 6   | Sale Sharks  | 22 | 11 | 2 | 9  | 456 | 459 | −3   | 10  | 58 |
| 7   | Harlequins   | 22 | 10 | 1 | 11 | 547 | 583 | −36  | 13  | 55 |
| 8   | Gloucester   | 22 | 10 | 1 | 11 | 429 | 423 | +6   | 7   | 49 |
| 9   | Bath         | 22 | 9  | 0 | 13 | 435 | 460 | −25  | 12  | 48 |
| 10  | Worcester    | 22 | 7  | 0 | 15 | 420 | 597 | −177 | 7   | 35 |
| 11  | Newcastle    | 22 | 5  | 1 | 16 | 357 | 556 | −199 | 5   | 27 |
| 12  | London Irish | 22 | 4  | 0 | 18 | 328 | 620 | −292 | 4   | 20 |

## Play-off
|  | Semifinali | Semifinali | Semifinali |        |          | Finale   | Finale | Finale |  |
|  |            |            |            |        |          |          |        |        |  |
|  | 1          | Saracens   | 44         |        |          |          |        |        |  |
|  | 1          | Saracens   | 44         |        |          |          |        |        |  |
|  | 4          | Leicester  | 17         |        |          |          |        |        |  |
|  | 4          | Leicester  | 17         |        | Saracens | Saracens | 28     |        |  |
|  |            |            |            |        | Saracens | Saracens | 28     |        |  |
|  |            |            | Exeter     | Exeter | 20       |          |        |        |  |
|  | 2          | Exeter     | Exeter     | Exeter | 20       | 34       |        |        |  |
|  | 2          | Exeter     |            |        |          |          |        |        |  |
|  | 3          | Wasps      | 23         |        |          |          |        |        |  |

### Semifinali
| Arbitro: | J.P. Doyle (Londra) |

|                                             |      |                       |
| Fraser 4’ Wyles 20’, 40’ C. Ashton 25’, 72’ | mt   | 41’ Veianu 51’ Barrow |
| O. Farrell 4’, 20’, 25’, 40’ C. Hodgson 72’ | tr   | 41’, 51’ O. Williams  |
| O. Farrell 33’ C. Hodgson 62’, 70’          | c.p. | 45’ O. Williams       |

| Arbitro: | Greg Garner (Coventry) |

|                                        |      |                          |
| Whitten 22’ tecnica 38’, 79’ Ewers 47’ | mt   | 17’ Festuccia 32’ Robson |
| Steenson 22’, 38’, 47’, 79’            | tr   | 17’, 32’ Gopperth        |
| Steenson 4’, 12’                       | c.p. | 46’, 53’, 78’ Gopperth   |

### Finale
| Arbitro: | Wayne Barnes (Gloucester) |

| |              | |
| D. Taylor 34’ Wyles 37’ Al. Goode 76’ | mt           | 53’ Yeandle 73’ Nowell |
| O. Farrell 34’, 37’ | tr           | 53’, 73’ Steenson |
| O. Farrell 3’, 10’, 27’ | c.p.         | 23’, 40+1’ Steenson |
| · Al. Goode · C. Ashton · 74’ D. Taylor · Barritt · Wyles · 68’ O. Farrell · 68’ Wigglesworth · 66’ M. Vunipola · 52’ Brits · 52’ P. du Plessis · Itoje · Kruis · 52’ Rhodes · 71’ Fraser · B. Vunipola | Formazioni   | · Dollman · Nowell · H. Slade · Whitten 68’ · Woodburn 55’ · Steenson · Chudley 65’ · Moon 47’ · Cowan-Dickie 47’ 68’ 74’ · H. Williams 47’ · Lees · Parling 64’ · Ewers · Salvi 61’ 65’ · Armand 65’ |
| · 52’ Figallo · 52’ George · 52’ Wray · 66’ Barrington · 68’ de Kock · 68’ C. Hodgson · 71’ Hamilton · 74’ Bosch                                                                                        | Sostituzioni | · Francis 47’ · Hepburn 47’ · Short 55’ · Horstmann 61’ · Welch 64’ · D. Lewis 65’ · Campagnaro 68’ · Yeandle 47’ 68’ 74’                                                                             |
| Mark McCall | Allenatori   | Rob Baxter |

## Verdetti
- Saracens: Campione d'Inghilterra.
- Saracens, Exeter, Wasps, Leicester, Northampton, Sale Sharks: qualificate alla Champions Cup 2016-17.
- : Harlequins, Gloucester, Bath, Worcester, Newcastle: qualificate alla Challenge Cup 2016-17.
- London Irish: retrocesso in RFU Championship 2016-17.